# (32716) 5133 T-2
5133 T-2 (asteroide 32716) é um asteroide da cintura principal. Possui uma excentricidade de 0.05510340 e uma inclinação de 9.07563º.
Este asteroide foi descoberto no dia 25 de setembro de 1973 por Cornelis Johannes van Houten e Ingrid van Houten-Groeneveld e Tom Gehrels em Palomar.